# 前橋天川自動車教習所
前橋天川自動車教習所（まえばしあまがわじどうしゃきょうしゅうじょ）は、群馬県前橋市にある群馬県公安委員会の指定自動車教習所である。

## 教習内容
- 普通自動車
- 普通自動二輪車

## グループ校
- 大渡自動車学校
- 柳瀬橋自動車教習所
- 佐野中央自動車教習所
- 赤城自動車教習所
- 南渋川自動車教習所
- 学校法人小倉学園
  - 群馬自動車大学校
  - 東京自動車大学校
  - 早稲田美容専門学校
  - 新宿鍼灸柔整専門学校

## 交通アクセス
- 前橋大島駅から徒歩14分